# Camp receptor o receptiu
El camp receptiu neuronal és la regió de l'espai en la qual un estímul determinat pot alterar la resposta d'un receptor. A vegades, per camp receptiu se'l pot entendre també com un concepte funcional, una regió bidimensional que detalla el canvi en la taxa d'impulsos que es produeix per als diferents punts de la regió.
Avui en dia es té constància dels camps receptius de les neurones que pertanyen al sistema auditiu, al sistema somàtic i al sistema visual. En canvi, encara desconeixem molts aspectes dels paràmetres de l'olor, i ens és difícil caracteritzar els camps receptius de les cèl·lules olfactòries.
No s'ha de confondre el concepte de dermatoma amb el de camp receptiu. El dermatoma és una àrea de la pell innervada per una arrel dorsal i, permeten definir quina és la zona medul·lar afectada. Un camp receptor o receptiu és una zona perifèrica des d'on rep informació una neurona sensorial; poden ser modificats per l'aprenentatge i l'experiència.

## Característiques
Prenent el camp receptiu d'una via sensorial com a concepte funcional, podem descriure diferents característiques:
- Complexitat creixent o convergència: el camp receptiu d'una via sensorial és cada vegada més gran i més complex a mesura que s'ascendeix en el sistema nerviós. A aquest procés se'n diu convergència. Ho podem exemplificar amb el camp receptiu d'una cèl·lula ganglionar de la retina, la qual està formada per l'entrada de tots els cons i bastons units amb ella; en canvi, un grup de cèl·lules ganglionars formaran el camp receptiu d'una cèl·lula del còrtex.[2]

- Discriminació espacial: una segona característica és la de la discriminació espacial. Els camps receptius poden tenir grandàries diferents (no tenen la mateixa grandària el camp receptiu d'un dit que el d'una zona de l'esquena, el primer és molt més petit). Com més petit és el camp receptiu, més capacitat de discriminació espacial tenim, això, es deu al fet que en el camp receptiu petit, la densitat de receptors és molt més elevada. La característica de discriminació espacial està estretament relacionada a la de convergència: a major convergència s'observa menor capacitat de discriminació.

## Somatosensorial
El camp receptor d'una cèl·lula sensorial somàtica és aquella regió bidimensional que en ser estimulada activa la cèl·lula sensorial corresponent. La funció del camp receptor somàtic és principalment localitzar-lo, saber on està situat l'estímul.
Els camps receptors no es troben únicament en la pell. Aquests estan distribuïts per tot el cos: podem trobar-los en músculs, tendons, articulacions i fins i tot en els òrgans interns. A més, cada neurona que participa en la transmissió d'informació somàtica posseeix el seu propi camp receptor, des de la primera neurona receptora fins a la neurona de la regió cortico-somatosensorial primària.

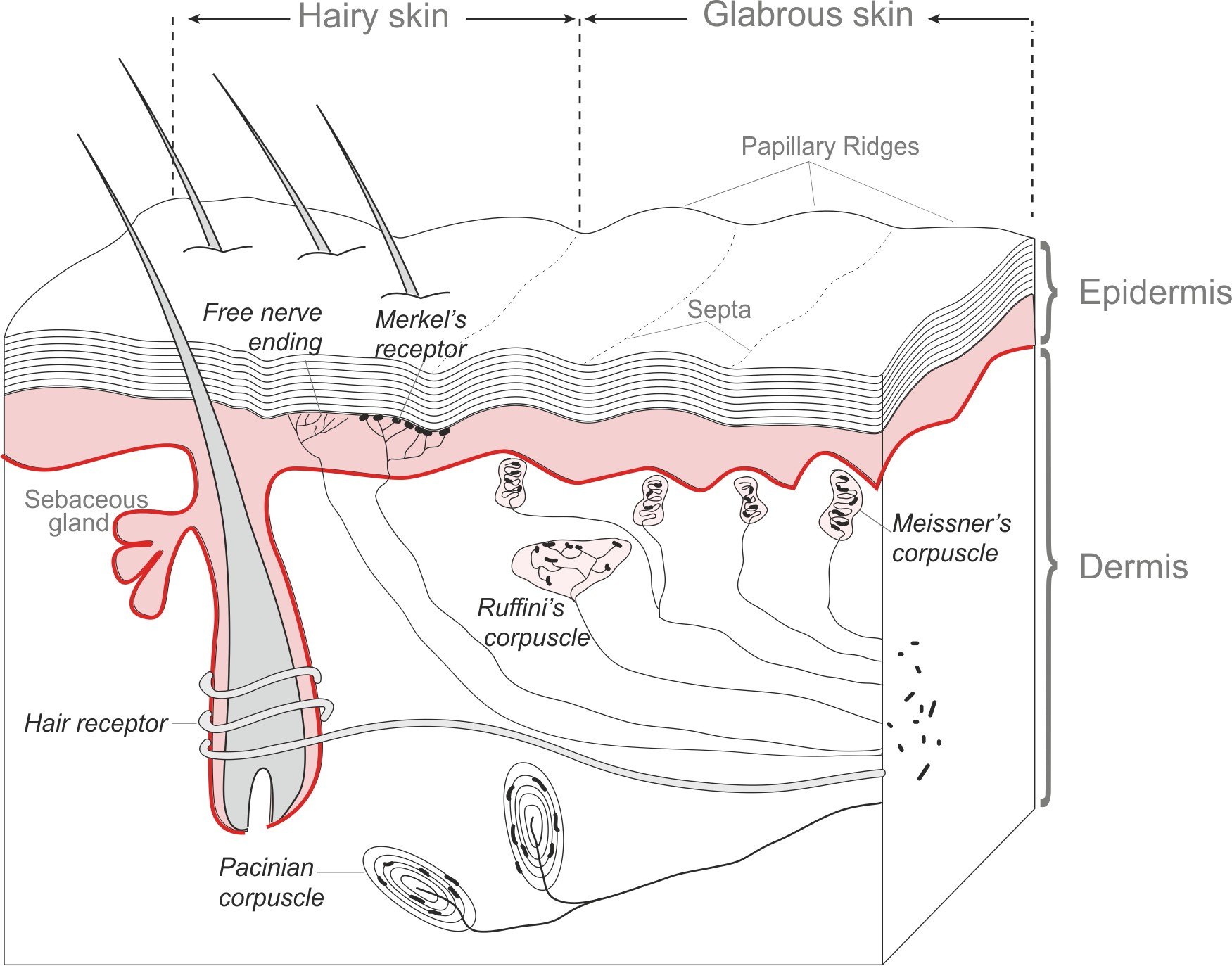
Els receptors de la pell.

Ens centrarem en els sentits cutanis. En aquests, la informació prové de l'exterior, i el seu camp receptor és una regió de la pell. Trobem les regions del cos més sensibles, com les mans o la cara. Això es deu al fet que els seus camps receptors són més petits i precisos, i a més, posseeixen una alta densitat de receptors que permeten una discriminació espacial de l'estímul més precisa.
Les cèl·lules receptores dels sentits cutanis poden tenir camps receptors grans o petits, depenent de la seva funció perceptiva i dels tipus d'estímuls als quals siguin sensibles. Entre els receptors amb camps receptors petits trobem el follicle pilós, el corpuscle de Meissner, el disc de Merkel i les terminacions nervioses lliures. Aquestes últimes moltes vegades actuen com termorreceptores, nociceptores i pruriceptores. Els receptors amb camps receptors grans són el corpuscle de Pacini i el corpuscle de Ruffini.

## Visió
En el cas de la visió, parlem de camps receptius com a volums del camp visual, o bé, podem parlar de camp receptiu com aquesta part de la retina on incideix la llum. Això significa que per a una cèl·lula ganglionar, el seu camp receptiu tanca tota la xarxa sinàptica de fotoreceptores, cèl·lules bipolars, horitzontals i amacrines que convergeixen en ella.
El camp receptiu en el sistema visual, a més d'informar-nos sobre la localització de l'estímul, també contribueix a la codificació d'aspectes com el contrast lluminós i el color de l'estímul visual.
La codificació es dona al llarg del sistema visual, i es fa cada vegada més complexa a mesura que ascendeix. Malgrat això, no s'ha aconseguit localitzar un camp receptiu particular que pugui ser considerat com a descriptor general de l'estímul visual, això es deu al fet que les neurones visuals són interdependents i contingents entre si.
Abans d'entrar en els camps receptors de la visió hem de tenir clar que hi ha diferents tipus de camps segons on se situen, la seva funció i, què estan processant. Les recerques han permès localitzar camps receptius en tots els nivells del sistema visual, des dels fotoreceptors i cèl·lules ganglionars, fins a les cèl·lules que componen el nucli geniculat, el còrtex visual i les àrees extraestriades.

### Camps receptius de tipus ON/OFF i OFF/ON
En les cèl·lules ganglionars i en les cèl·lules de la V1 trobem camps receptius concèntrics amb un centre i una perifèria. Aquestes dues parts han de ser antagòniques en termes de resposta d'activació, si no la cèl·lula no s'activarà i seguirà en la seva taxa basalt.

#### Cèl·lules ganglionars
Els camps receptors de les cèl·lules ganglionars responen a canvis de llum i, s'ocupen del procés de codificació de la lluminositat. Aquests camps receptors, com hem dit abans, es caracteritzen per ser concèntrics, amb una perifèria i centre antagònics. Quan la llum incideix sobre el centre o perifèria del camp receptor, els mecanismes moleculars de les fotoreceptores s'activen. Aquestes, a través de la cèl·lula bipolar, envien la informació a les cèl·lules ganglionars. Hi ha dos tipus:
- ON/OFF: quan la llum incideix sobre el centre o perifèria del camp receptor ON/OFF, les cèl·lules ganglionars augmenten o disminueixen la taxa de resposta respectivament.

- OFF/ON: funcionen al revés, quan la llum incideix sobre el centre del camp receptiu, disminuiran la taxa de resposta.

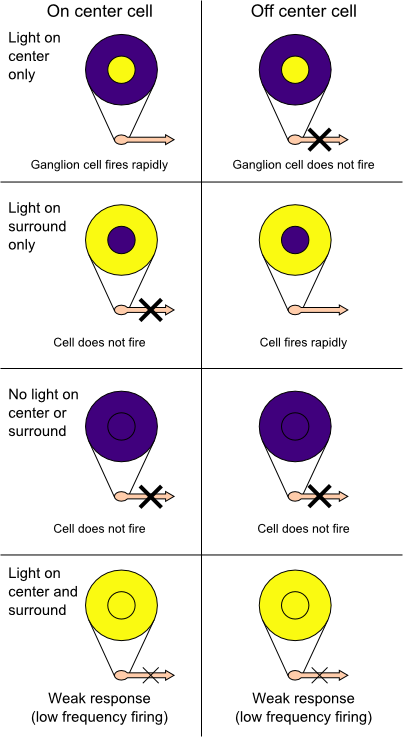
Cel·lules ganglionars ON/OFF i OFF/ON

Aquest mecanisme de codificació mitjançant l'anàlisi de l'estímul respecte al fons, ens permet detectar canvis i contrastos de lluminositat. De fet només els camps receptors que estan parcialment il·luminats incrementen la seva taxa de resposta, això indica que s'està detectant un contorn. Si tot està il·luminat s'interpreta com que s'està mirant a una superfície uniformement il·luminada sense contorns.
En les cèl·lules ganglionars, com en les de la V1, els camps receptors concèntrics també codifiquen poden codificar color. Segons la teoria de la codificació del color per oposició, en les primeres la codificació és de tipus senzill oposant, més endavant, en les cèl·lules de la V1 és de tipus doble oposant.
Les cèl·lules ganglionars s'organitzen de dues maneres segons la informació visual que perceben. Les que perceben verd i vermell, i les que perceben blau i groc: el groc és la combinació de verd i vermell.
Per tant, les cèl·lules que reaccionin a verd i vermell tindran uns camps receptors específics. Si estem parlant d'una cèl·lula amb centre "on"-vermell i perifèria "off"-verd, voldrà dir que s'activa si una llum vermella incideix al centre, i s'inhibeix si una llum verda incideix en la perifèria. En el cas de l'oposició simple, la taxa basalt seguirà constant si l'estímul és una longitud d'onda vermella que il·lumina la perifèria, o d'una onda verda al centre. De fet, una mateixa cèl·lula ganglionar només pot percebre vermell o verd/ blau o groc, però no els dos colors de cada par a la vegada.

#### Cèl·lules geniculades del tàlem
Els camps receptors de les cèl·lules que formen el nucli geniculat són similars al de les ganglionars, només que en aquest punt, a causa de la convergència, el camp receptor comprèn un grup de cèl·lules ganglionars.

#### Cèl·lules de l'escorça V1
A mesura que anem augmentant en jerarquia, el processament d'informació és més complexa. Els camps receptors de les cèl·lules de la V1 són la sumació dels camps receptors de les geniculades del tàlem, i el resultat és un camp receptor molt gran que en el cas dels interblobs respon a barres de llum, i no a punts de llum com en les anteriors cèl·lules.
Les neurones de la V1 responen de manera selectiva davant els estímuls, basant-se en trets específics com:
- Orientació i moviment: es codifica en els interblobs, els quals són agrupacions de neurones que processen contrast de llum i forma que arriben d'ambdós ulls. Aquestes neurones, sobre la base del seu camp receptor, s'han classificat en:
  - Cèl·lules simples: tenen un camp receptiu amb zones excitadores i inhibitòries, i depenent de la localització de l'estímul, la resposta de la neurona augmentarà o disminuirà. Per tant, diem que són cèl·lules sensibles a l'orientació i la localització de l'estímul, i contribueixen a processar la forma.
  - Cèl·lules complexes: responen davant estímuls visuals de qualsevol part del camp. Són sensibles a l'orientació en qualsevol localització, i contribueixen a processar el moviment.
  - Cèl·lules hipercomplexes: responen davant estímuls visuals d'una determinada longitud. Són sensibles, per tant, a l'orientació i a la longitud, i contribueixen a processar la detecció de límits i vores.[6]

| Cèl·lules                 | Sensibilitat                                                                     | Localització             |
| ------------------------- | -------------------------------------------------------------------------------- | ------------------------ |
| Cèl·lules simples:        | Orientació / Localització de l'estímul / Contribució en processament de la forma | Àrea de Brodmann 17      |
| Cèl·lules complexes       | Orientació / Direcció / Contribució en processament del moviment.                | Àrea de Brodmann 17 i 18 |
| Cèl·lules hipercomplexes: | Orientació / Longitud / Direcció / Contribució en detecció de límits i vores     | Àrea de Brodmann 18 i 19 |

- Color: en els blobs trobem neurones sensibles al color que arriba d'un ull, aquests reben projeccions de les capes parvocel·lulars i coniocel·lulars del NGL. Per a les neurones dels blobs, el camp receptor és oponent doble, és a dir, si una radiació de freqüència vermella incideix en el centre d'una ON/OFF amb centre vermell, la neurona del blob s'excita; en canvi, si incideix sobre la perifèria, la neurona s'inhibeix. La taxa més gran de resposta, d'inhibició o excitació, es dona quan hi ha un contrast alt de color entre centre i perifèria.[6]

- Freqüència espacial: en la VI també es codifiquen determinats patrons de contrast de lluminositat diferents, aquesta anàlisi contribueix al processament de la forma i textura de l'estímul. Els contrastos de lluminositat poden ser de diferents freqüències espacials, aquestes corresponen al producte entre cicles llum/foscor (graduals en patrons sinusoidals, i radicals en els d'ona quadrada) i a angles visuals. La informació de forma i textura es troba en contrasts de lluminositat de freqüència alta i baixa. Les freqüències altes són codificades pels camps receptors dels interblobs, i les baixes pels camps receptors dels blobs, els quals són considerablement més gran.[6]

#### Cèl·lules de l'escorça extra estriada
Aquí, els camps receptors poden ser molt grans, i per això necessiten estímuls molt complexos per a poder excitar les neurones. Per exemple, troben el gir fusiforme (FFA) que és sensible a les cares; el gir para-hipocampal (PPA), sensible als llocs; l'àrea corporal extra estriada (EBA), sensible a parts del cos; l'àrea MT, sensible a la direcció i a la velocitat de moviment dels estímuls visuals; l'àrea MST, que és sensible a patrons com l'expansió, la contracció, la rotació, i el flux òptic; etc.